# Gianni Meersman
Gianni Meersman, nascido o 5 de dezembro de 1985 em Tielt, é um ciclista profissional belga que corre na equipa Etixx-Quick Step.
Estreia com a equipa Discovery Channel em 2007, onde mostrou grandes qualidades ao ganhar uma etapa no Tour de Georgia, e outra na Volta a Áustria. Em 2008, ficha pela equipa francesa A Française dês Jeux, onde se levou, a quarta etapa do Tour de Valónia.
Depois de um 2009 e 2010, sem grandes resultados, em 2011, volta a aparecer, para surpreender a todos se levando o Circuito das Ardenas, com a classificação dos pontos e uma etapa incluído. Esta grande temporada faz-lhe participar no Tour de France 2011 onde finalizou em 77º posição, escapando numa etapa.

## Palmares

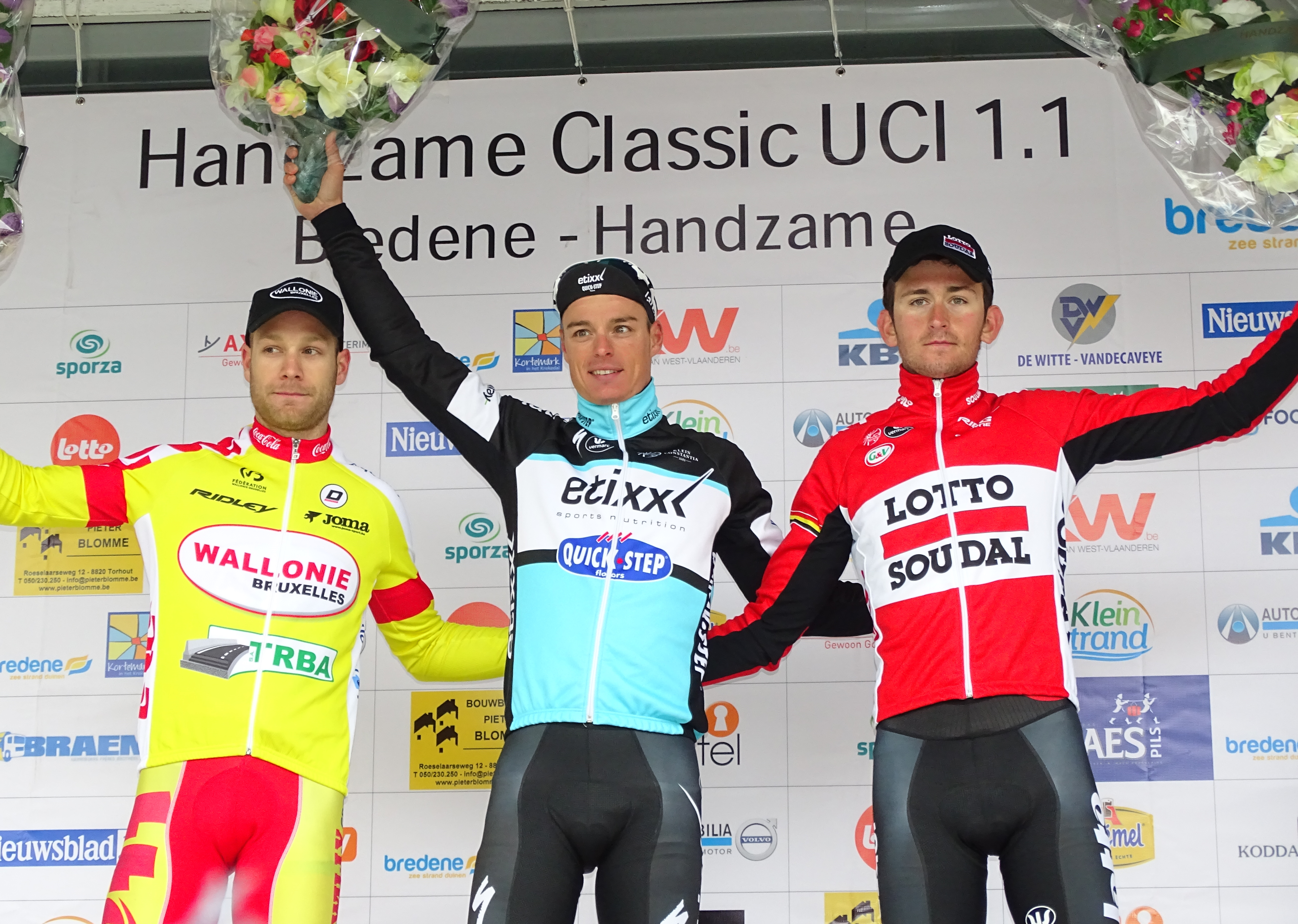
Handzame Classic 2015 : Antoine Demoitié (2), Gianni Meersman (1) & Tiesj Benoot (3).

| 2004 - Circuito de Valonia 2005 - Tour de Namur - 1 etapa de ronde-a de l'Isard d'Ariège 2007 - 1 etapa do Tour de Georgia - 1 etapa da Volta a Áustria 2008 - 1 etapa do Tour de Valonia 2011 - Circuito das Ardenas, mais 1 etapa - 2º no Campeonato de Bélgica em Pista 2012 - 1 etapa da Volta ao Algarve - 1 etapa da Paris-Nice | 2013 - 2 etapas da Volta à Catalunha - 2 etapas do Tour de Romandiaa - 2º no Campeonato de Bélgica em Estrada - 1 etapa do Tour de l'Ain 2014 - 1 troféu da Challenge Ciclista a Mallorca (Troféu Muro - Port d'Alcúdia) - Tour de Valónia, mais 1 etapa - 2 etapas do Tour de l'Ain 2015 - Cadel Evans Great Ocean Road Race - 1 etapa da Volta ao Algarve - Handzame Classic |

## Resultados nas grandes voltas
| Corrida            | 2008 | 2009 | 2010 | 2011 | 2012 | 2013 | 2014 | 2015 |
| ------------------ | ---- | ---- | ---- | ---- | ---- | ---- | ---- | ---- |
| Giro d'Italia      | -    | -    | -    | -    | Ab.  | -    | -    | Ab.  |
| Tour de France     | -    | -    | -    | 77º  | -    | -    | -    | -    |
| Vuelta a España    | Ab.  | -    | 98º  | -    | 57º  | 58º  | -    | -    |
| Mundial em Estrada | -    | -    | -    | -    | 90º  | -    | -    | -    |

-: não participa 

Ab.: abandono

## Equipas
- Discovery Channel (2007)
- A Française dês Jeux (2008-2011)
- Lotto Belisol (2012)
- Omega Pharma/Etixx (2013-)
  - Omega Pharma-Quick Step Cycling Team (2013-2014)
  - Etixx-Quick Step (2015-)